# Gezicht op Dordrecht
Gezicht op Dordrecht is een bekend schilderij van de Leidse landschapschilder Jan van Goyen uit 1651.
Het schilderij is te zien in het Dordrechts Museum, nadat het in 2008 werd aangekocht van de erven Goudstikker. Hiervoor was het van 1948 tot 2006 ook te zien in het Dordrechts Museum, in bruikleen van het Instituut Collectie Nederland. In 2006 werd het teruggegeven aan de rechtmatige eigenaren, de erven Goudstikker.
Voor de aankoop werd een geldinzamelactie onder de naam "Geef Dordrecht zijn gezicht terug" gehouden. Deze resulteerde in een bedrag van 3, 5 miljoen euro, waarmee het schilderij kon worden gekocht.
Het gezicht op Dordrecht is geschilderd op een paneel van 67,2 bij 98,1 centimeter.

## Documentaire
Het Gezicht op Dordrecht speelde een hoofdrol in een documentaire, die Theo Uittenbogaard in 1975 maakte voor de VPRO-televisieserie Zorgvliedt onder de titel Het Geheim van de Dordtse Kil. Niet alleen het standpunt van waaruit Van Goyen het schilderij had geschilderd werd gevonden met behulp van een schip van Rijkswaterstaat (en wel: midden in het water ter hoogte van de huidige tunnel), maar ook de tijd van het jaar, en zelfs het tijdstip, dat Van Goyen vastlegde, werd door de KNMI-meteoroloog Derk-Michael van der Woude uitgerekend (eind juli, rond 17:30 uur).
De schepen op het schilderij werden becommentarieerd door de directeur van het Scheepvaart Museum te Amsterdam, de beiaardier van de Grote Kerk sprak over de klok en de klokkenstoel, de flora en fauna werden bekeken ("verdomd weinig vogels") door de bioloog Dick Hillenius, de water- en luchtkwaliteit door diverse laboranten van de Milieutechnische Dienst van Dordrecht, en de kwaliteit van de zalm, die destijds door de Dordtsche Kil moet hebben gezwommen, werd bezongen door een Dordtse winkelier in delicatessen.